# ヴァインバッハ
ヴァインバッハ (ドイツ語: Weinbach) は、ドイツ連邦共和国ヘッセン州ギーセン行政管区のリムブルク＝ヴァイルブルク郡に属す町村（以下、本項では便宜上「町」と記述する）である。

## 地理

### 位置
ヴァインバッハは、ラーン川とヴァイル川の河畔、ヴェッツラーとリムブルク・アン・デア・ラーンとの間に位置している。

### 隣接する市町村
ヴァインバッハは、北はヴァイルブルク、東と南はヴァイルミュンスター、西はフィルマーおよびルンケルと境を接している（いずれもリムブルク＝ヴァイルブルク郡）。

### 自治体の構成
ヴァインバッハは、首邑のヴァインバッハおよびブレッセンバッハ地区、エーデルスベルク地区、エルカーハウゼン地区、フライエンフェルス地区、フュルフルト地区、グレーヴェネック地区からなる。

## 歴史
文献に最初に登場する集落はフュルフルトで、1148年から1154年の間に記録された。エルカーハウゼンの初出は1191年である。この集落の土着の騎士家は、14世紀に領主のトリーア大司教と激しいフェーデを戦った。エルカーハウゼン城は1352年に大司教に明け渡され、騎士が復讐の断念を宣言した後に取り壊された。すなわち、堀が埋められ、城壁は一定の高さまで削り落とされた。これにより城塞は「頑丈な家」となった。1500年頃に破風を道路側に向けた現存する木組み建築群が建設された。かつての城塞は、四角形の縄張りと塔を有する水城に改築された。
1246年にエーデルスベルク、1267年にブレッセンッバッハ、1344年にヴァインバッハが初めて記録された。フライエンフェルス城はおそらく、ディーツ家傍流のヴァイルナウ家によって建設された。グレーヴェネック城は、グレーヴェネックに対峙するノイ＝エルカーハウゼン城を拠点とするエルカーハウゼン騎士家に対抗するために、1395年にナッサウ家をリーダーとする騎士連合によって建設された。

### 地域再編
自治体ヴァイバッハの歴史は1970年12月1日に始まった。この日、ヘッセン州の地域再編に伴ってそれまで独立した町村であったヴァインバッハ、ブレッセンバッハ、フライエンフェルス、グレーヴェネックが自由意思に基づき合併した。1974年7月1日に州法に基づき、エーデルスベルクとエルカーハウゼンがこれに加わった。

### 領邦・行政体の変遷
以下のリストは、ヴァインバッハの属した領邦および行政体を概観するものである。
- 1806年以前: 神聖ローマ帝国ナッサウ＝ヴァイルブルク伯領/侯領アムト・ヴァイルブルク
- 1806年から: ナッサウ公国アムト・ヴァイルブルク
- 1816年から: ドイツ連邦ナッサウ公国アムト・ヴァイルブルク
- 1849年から: ドイツ連邦ナッサウ公国クライスアムト・ハーダマル
- 1854年から: ドイツ連邦ナッサウ公国アムト・ヴァイルブルク
- 1867年から: 北ドイツ連邦プロイセン王国ヘッセン＝ナッサウ州（ドイツ語版、英語版）ヴィースバーデン県オーバーラーン郡
- 1871年から: ドイツ国プロイセン王国ヘッセン＝ナッサウ州ヴィースバーデン県オーバーラーン郡
- 1918年から: ドイツ国プロイセン自由州ヘッセン＝ナッサウ州ヴィースバーデン県オーバーラーン郡
- 1944年から: ドイツ国プロイセン自由州ナッサウ州オーバーラーン郡
- 1945年から: アメリカ管理地区（ドイツ語版）グロース＝ヘッセン（ドイツ語版、英語版）、ヴィースバーデン行政管区オーバーラーン郡
- 1949年から: ドイツ連邦共和国ヘッセン州ヴィースバーデン行政管区オーバーラーン郡
- 1968年から: ドイツ連邦共和国ヘッセン州ダルムシュタット行政管区オーバーラン郡
- 1974年から: ドイツ連邦共和国ヘッセン州ダルムシュタット行政管区リムブルク＝ヴァイルブルク郡
- 1981年から: ドイツ連邦共和国ヘッセン州ギーセン行政管区リムブルク＝ヴァイルブルク郡

## 住民

### 宗教統計
- 1885年: 福音主義 879人 (99.32 %)、カトリック 6人 (0.68 %)
- 1961年: 福音主義 1,085人 (86.59 %)、カトリック 145人 (11.57 %)[5]

## 行政

### 議会
ヴァインバッハの町議会は15議席からなる。

### 首長
イェルク・レージングは2014年からこの町の町長を務めている。2020年11月29日の町長選挙決選投票で、ブリッタ・レール（無所属）は、57.0 % の票を獲得して次期町長に選出された。

### 紋章
この町の紋章は、エルカースハウゼンの画家ヘルマン・クルップによってデザインされた。

### 姉妹自治体
- デブジノ（ポーランド語版、英語版）（ポーランド、ポモージェ県）1992年
- ブラトノ（チェコ語版、英語版）（チェコ、ウースチー州）2005年[9]

## 文化と見所

### 建築
- 現在のヴァインバッハの福音主義教会は1728年に建設されたもので、先代教会の初期ゴシック様式の内陣を組み込んでいる。
- ヴァインバッハタールのエルカーハウゼン城
- グレーヴェネック近郊ラーン川沿いのノイ＝エルカーハウゼン城
- フライエンフェルス地区ヴァイル川沿いの高台に位置するフライエンフェルス城

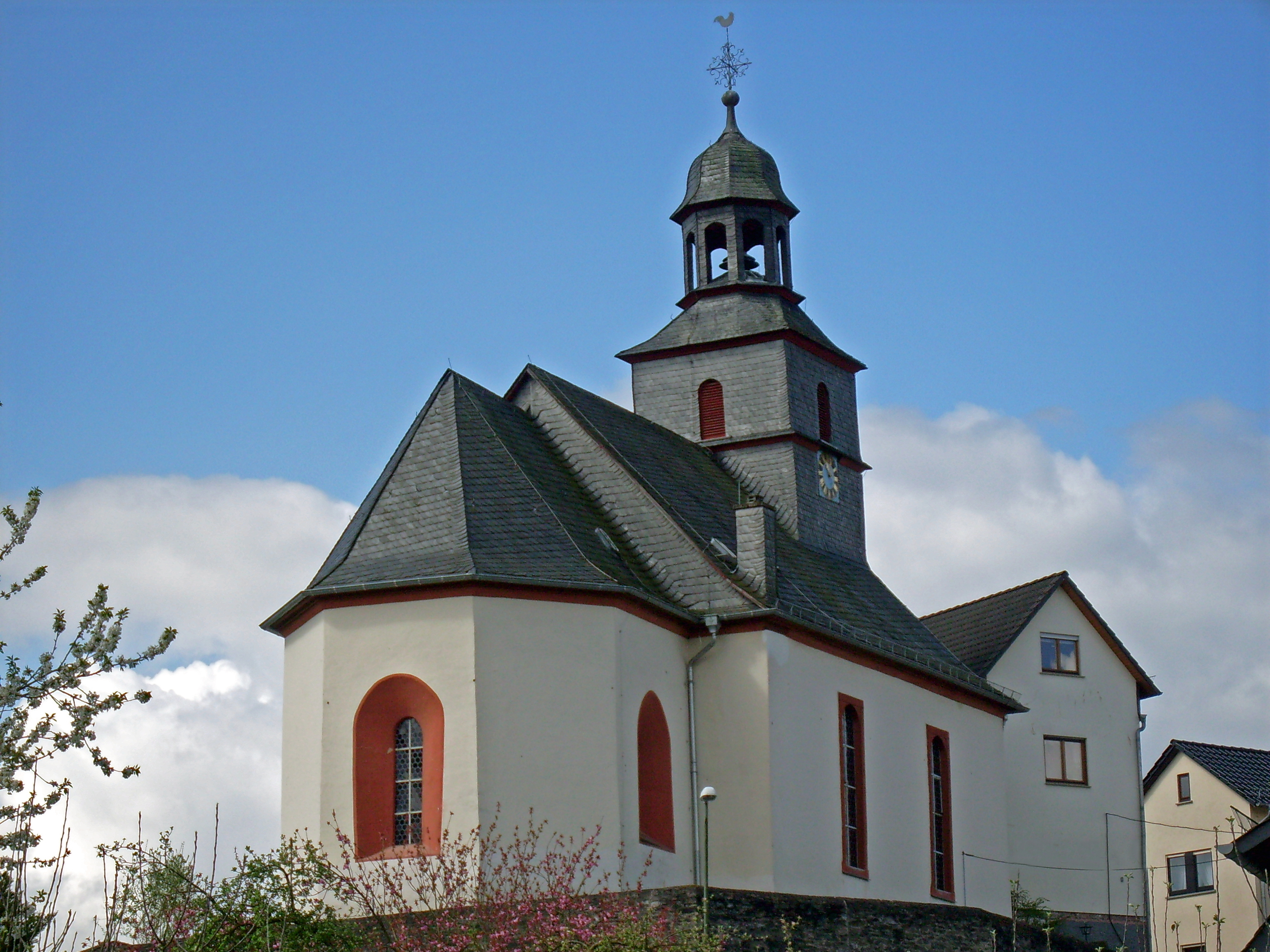
ヴァインバッハの福音主義教会
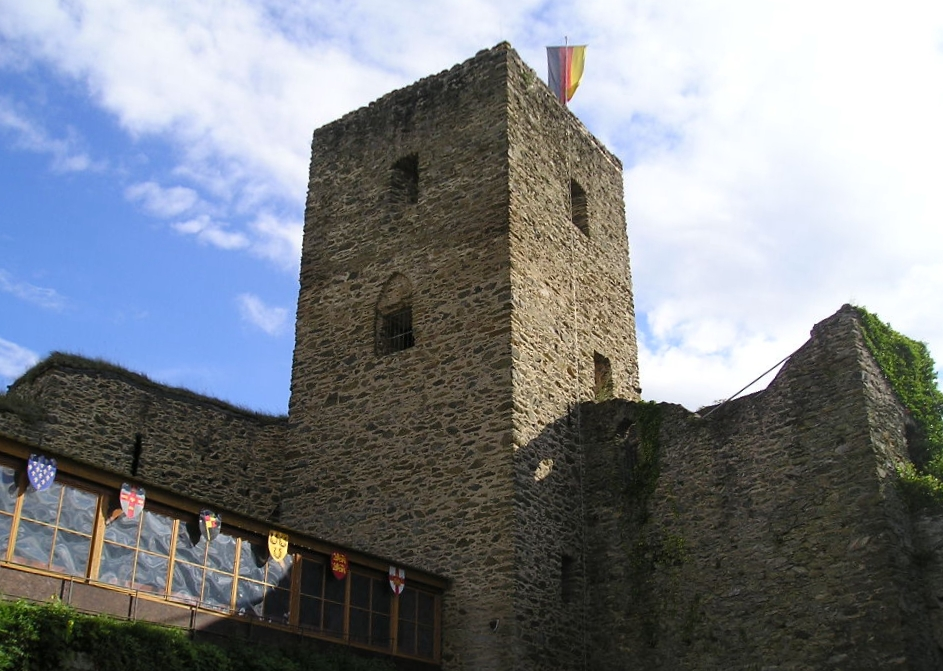
フライエンフェルス城

## 経済と社会資本

### 交通
ヴァインバッハは、連邦道 B456号線によって広域道路網と結ばれている。ヴレーヴェネック地区とフュルフルト地区にはラーンタール鉄道の駅がある。
1969年までは、現在のフライエンフェルス地区も、現在は廃線となったヴァイルタール鉄道で鉄道網に接続していた。

### 教育
ヴァインバッハには基礎課程学校が1校ある（カール＝シャッパー＝シューレ）。

### 公共機関
- ヴァインバッハ消防団
- ブレッセンバッハ消防団
- エーデルスベルク消防団
- エルカーハウゼン消防団
- フライエンフェルス消防団
- ヴレーヴェネック消防団

## 人物

### 出身者
- カール・シャッパー（1812年 - 1870年）林学者、労働運動およっびナッサウ革命の中心人物